# Эмгек-Талаа
Эмгек-Талаа (кирг. Эмгек-Талаа) — село в Нарынском районе Нарынской области Кыргызстана. Административный центр Эмгек-Талинского аильного округа.
Село расположено на правом берегу реки Нарын в 35 км к западу от районного центра Нарына.
Возникло в 1930 году.
Население в 2009 году составляло 1347 человек
На территории села находится Нарынский конезавод. Местное население, в основном, занято в животноводстве.
В селе имеется средняя школа, клуб, библиотека, филиалы фабрики ширпотреба, медпункт, несколько магазинов, парк "Алымбай Ата".